# Albinus Nance
Albinus Nance, född 30 mars 1848 i Stark County, Illinois, död 7 december 1911 i Lincoln, Nebraska, var en amerikansk republikansk politiker. Han var Nebraskas guvernör 1879–1883.
Nance deltog i amerikanska inbördeskriget i nordstaternas armé, studerade juridik och inledde sin karriär som advokat i Osceola. Han var talman i Nebraskas representanthus 1877–1878.
Nance efterträdde 1879 Silas Garber som Nebraskas guvernör och efterträddes 1883 av James W. Dawes.
Nance avled 1911 och gravsattes på Wyuka Cemetery i Lincoln.